# Araneus fictus
Araneus fictus là một loài nhện trong họ Araneidae.
Loài này thuộc chi Araneus. Araneus fictus được William Joseph Rainbow miêu tả năm 1896.